# Thales Reis
Thales Reis Alves – brazylijski zapaśnik walczący w stylu wolnym. Brązowy medalista mistrzostw panamerykańskich w 2021. Piąty na mistrzostwach Ameryki Południowej w 2019. Wicemistrz panamerykański kadetów w 2016 roku.